# Jean-Guillaume Bruguière

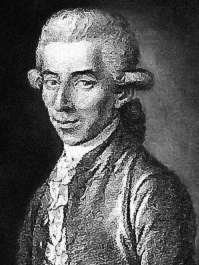
Jean-Guillaume Bruguière

Jean-Guillaume Bruguière (* 1749 oder 1750 in Montpellier; † Oktober 1798 in Ancona in Italien) war ein französischer Arzt, Naturforscher, Diplomat und Entdeckungsreisender. Sein offizielles botanisches Autorenkürzel lautet „Brug.“

## Leben und Wirken
Als Sohn eines Chirurgen studierte er zunächst Medizin und beschloss das Studium im Jahre 1770 mit einer Promotion, wandte sich dann aber in Paris der Botanik und der Zoologie zu.
Seine erste Forschungsreise unternahm er mit Yves Joseph de Kerguelen de Trémarec auf dessen zweiter Expedition zu den Kerguelen-Inseln im Jahre 1773. Unter der Regentschaft von Louis XV plante man die Erkundung der Ozeane der Südhalbkugel.
Zurück in Montpellier wurde er zum Mitglied der botanischen Sektion der Société des Sciences et Belles-Lettres ernannt. Er beschäftigte sich mit Fossilienfunden aus dem Steinkohleabbau seiner Region, studierte Weichtiere (Mollusken) und schrieb den ersten Band der Naturgeschichte in der großen französischen „Tableau Encyclopédique et Méthodique des trois Règnes de la Nature: vers, coquilles, mollusques et polypes divers“ (1751–1772). Das Werk erschien im Jahre 1788 in Paris bei dem Verleger Charles-Joseph Panckoucke.
Im Jahre 1787 wurde er für die Position des Botanikers in Saint-Domingue nominiert, jedoch nicht berücksichtigt. Bruguière war mit dem Entomologen Guillaume-Antoine Olivier sowie mit Jean-Baptiste Lamarck befreundet, mit denen er im Jahr 1792 das  „Journal d’Histoire Naturelle“ begründete.
Olivier, der mit dem Ziel, naturgeschichtliche Objekte zu sammeln, eine Expedition in den Vorderen Orient (1792–1798) plante, bot Brugiere die Teilnahme an. 1790 brachen sie auf. Zunächst trafen sie in Istanbul ein, reisten dann aber nach Griechenland und Ägypten. Von dort führte die Reise weiter nach Bagdad, Kermānschāh und nach Teheran. Hier übernahm Bruguière konsularische Tätigkeiten im neu geschaffenen französisch-persischen Bündnis (siehe auch Franko-Persische Allianz), erkrankte dann aber schwer. Im Jahr 1792 besuchte er, trotz seines schlechten Gesundheitszustandes, zusammen mit Guillaume-Antoine Olivier Griechenland und einige griechischen Inseln (Zypern, Kreta (1. August 1794 - 29. Oktober 1794), Santorin, Korfu) und den Nahen Osten und starb auf der Rückreise nach Frankreich.
Obwohl sein Interesse in erster Linie Weichtieren und anderen wirbellosen Tiere galt, sammelte er auch während der gesamten Reise Pflanzen.
Er beschrieb verschiedene Taxa in seinem mitverfassten Buch „Tableau encyclopédique et methodique“, das lange nach seinem Tode in drei Bänden im Jahre 1827 veröffentlicht wurde.

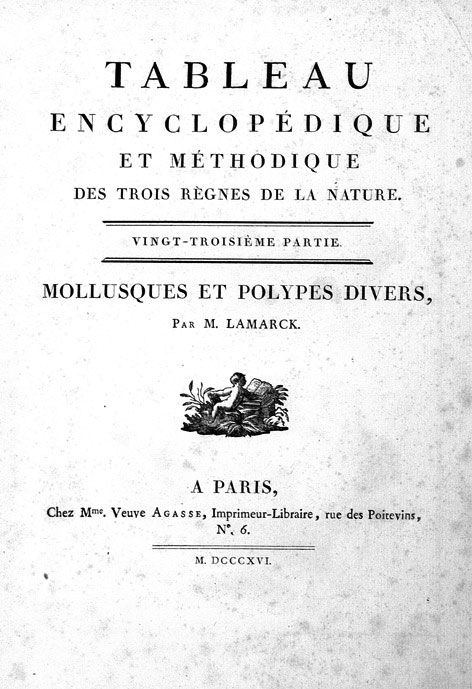
Titelseite der „Tableau Encyclopédique et Méthodique des trois Règnes de la Nature: vers, coquilles, mollusques et polypes divers“

Er arbeitete auch an einer Naturgeschichte der Würmer (was nach damaligem Gebrauch auch andere Wirbellose umfasste) mit dem Titel Histoire Naturelle des Vers. Vol. 1 (1792) in der Reihe Encyclopedia méthodique, kam aber nur bis zum Buchstaben „C“. Christian Hee Hwass (1731–1803) setzte seine Arbeit daran fort. Von Hwass stammen darin auch im Wesentlichen die Artikel über Conchylien. Seine Arbeiten wurden von Georges Cuvier anerkannt.

## Ehrungen
Die Gattung Bruguiera ein Mangrovenbaum aus der Familie der Rhizophoraceae wurde von Jean-Baptiste de Lamarck nach ihm benannt. Entsprechendes gilt seit 2014 auch für den Bruguière Peak, einen Berg im Ellsworthland in Antarktika.

## Schriften
- Histoire Naturelle des Vers. Encyclopédique Méthodique, Paris 1789.
- Tableau Encyclopédique et Méthodique des Trois Règnes de la Nature. Contenant l’Helminthologie, ou les Vers Infusoires, les Vers Intestins, les Vers Mollusques, etc, Paris 1791.
- Histoire Naturelle des Vers. (1792)
- Tableau Encyclopédique et Méthodique des Trois Règnes de la Nature. Dix Neuvieme Partie, Paris 1797.
- Tableau Encyclopédique et Méthodique des trois Règnes de la Nature : vers, coquilles, mollusques et polypes divers, posthum (1827).